# Crepidomanes nymanii
Crepidomanes nymanii är en hinnbräkenväxtart som först beskrevs av Christ, och fick sitt nu gällande namn av Edwin Bingham Copeland. Crepidomanes nymanii ingår i släktet Crepidomanes och familjen Hymenophyllaceae. Inga underarter finns listade.